# Prionyx afghaniensis
Prionyx afghaniensis är en biart som först beskrevs av De Beaumont 1970.  Prionyx afghaniensis ingår i släktet Prionyx och familjen grävsteklar. Inga underarter finns listade i Catalogue of Life.